# بازلیک
بازلیک (انگلیسی: Bazlyk) یک شهرک در شهرستان بیژبولیاکسکی باشقیرستان کشور روسیه است.